# Miladin Bečanović
Miladin Bečanović (in serbo Миладин Бечановић?; Nikšić, 18 aprile 1973) è un ex calciatore montenegrino, di ruolo attaccante.

## Carriera

### Club
Vanta 120 presenze e 26 reti in Ligue 1, 74 incontri e 33 gol nella SuperLiga (Serbia)massima divisione del campionato jugoslavo e serbo-montenegrino e 3 partite in Coppa UEFA. Durante la sua carriera ha segnato 82 marcature in 289 sfide di campionato.